# Biathlon na Zimowych Igrzyskach Olimpijskich 1980
Zawody w biathlonie na Zimowych Igrzyskach Olimpijskich 1980 odbyły się w dniach 16 – 22 lutego 1980 roku na trasach w kompleksie olimpijskim w Lake Placid w rozegrano w ośrodku Mt. Van Hoevenberg. Biathloniści po raz dziesiąty rywalizowali o medale igrzysk olimpijskich.
Zawodnicy walczyli w trzech konkurencjach: w biegu indywidualnym, sprincie i sztafecie. Były to pierwsze igrzyska, na których odbyła się rywalizacja w sprincie.
Łącznie rozdane zostały trzy komplety medali. W klasyfikacji medalowej zwyciężyła reprezentacja ZSRR, której zawodnicy zdobyli 4 medale: 2 złote, 1 srebrny i 1 brązowy. Dwóch zawodników zdobyło medale we wszystkich konkurencjach: Anatolij Alabjew z ZSRR (złoto w sztafecie i biegu indywidualnym oraz brąz w sprincie) oraz Frank Ullrich z NRD (złoto w sprincie oraz srebro w biegu indywidualnym i sztafecie).

## Medaliści
| Konkurencja       | Złoto            | Czas       | Srebro          | Czas       | Brąz             | Czas       |
| Sprint            | Frank Ullrich    | 32:10,69   | Władimir Alikin | 32:10,69   | Anatolij Alabjew | 33:09,16   |
| Bieg indywidualny | Anatolij Alabjew | 1:08:16,31 | Frank Ullrich   | 1:08:27,79 | Eberhard Rösch   | 1:11:11,73 |
| Sztafeta          | ZSRR             | 1:34:03,27 | NRD             | 1:34:56,99 | RFN              | 1:37:30,26 |

## Wyniki

### Sprint
| Miejsce | Zawodnik           | Reprezentacja  | Czas     | Strata   |
| ------- | ------------------ | -------------- | -------- | -------- |
| złoto   | Frank Ullrich      | NRD            | 32:10,69 | –        |
| srebro  | Władimir Alikin    | ZSRR           | 32:53,10 | +42,41   |
| brąz    | Anatolij Alabjew   | ZSRR           | 33:09,16 | +58,47   |
| 4.      | Klaus Siebert      | NRD            | 33:32,76 | +1:22,07 |
| 5.      | Kjell Søbak        | Norwegia       | 33:34,64 | +1:23,95 |
| 6.      | Peter Zelinka      | Czechosłowacja | 33:45,20 | +1:34,51 |
| 7.      | Odd Lirhus         | Norwegia       | 34:10,39 | +1:59,70 |
| 8.      | Peter Angerer      | RFN            | 34:13,43 | +2:02,74 |
| 9.      | Aleksandr Tichonow | ZSRR           | 34:14,88 | +2:04,19 |
| 10.     | Gerhard Winkler    | RFN            | 34:24,16 | +2:13,47 |

### Bieg indywidualny
| Miejsce | Zawodnik           | Reprezentacja | Czas       | Strata   |
| ------- | ------------------ | ------------- | ---------- | -------- |
| złoto   | Anatolij Alabjew   | ZSRR          | 1:08:16,31 | –        |
| srebro  | Frank Ullrich      | NRD           | 1:08:27,79 | +11,48   |
| brąz    | Eberhard Rösch     | NRD           | 1:11:11,73 | +2:55,42 |
| 4.      | Svein Engen        | Norwegia      | 1:11:30,25 | +3:13,94 |
| 5.      | Erkki Antila       | Finlandia     | 1:11:32,32 | +3:16,01 |
| 6.      | Yvon Mougel        | Francja       | 1:11:33,60 | +3:17,29 |
| 7.      | Władimir Barnaszow | ZSRR          | 1:11:49,49 | +3:33,18 |
| 8.      | Władimir Alikin    | ZSRR          | 1:12:05,30 | +3:48,99 |
| 9.      | André Geourjon     | Francja       | 1:12:53,37 | +4:37,06 |
| 10.     | Arduino Tiraboschi | Włochy        | 1:13:06,05 | +4:49,74 |

### Sztafeta
| Miejsce | Reprezentacja     | Zawodnicy                                                              | Czas       | Strata   |
| ------- | ----------------- | ---------------------------------------------------------------------- | ---------- | -------- |
| złoto   | ZSRR              | Władimir Alikin Aleksandr Tichonow Władimir Barnaszow Anatolij Alabjew | 1:34:03,27 | –        |
| srebro  | NRD               | Mathias Jung Klaus Siebert Frank Ullrich Eberhard Rösch                | 1:34:56,99 | +53,72   |
| brąz    | RFN               | Franz Bernreiter Hansi Estner Peter Angerer Gerhard Winkler            | 1:37:30,26 | +3:26,99 |
| 4.      | Norwegia          | Svein Engen Kjell Søbak Odd Lirhus Sigleif Johansen                    | 1:38:11,76 | +4:08,49 |
| 5.      | Francja           | Yvon Mougel Denis Sandona André Geourjon Christian Poirot              | 1:38:23,36 | +4:20,09 |
| 6.      | Austria           | Rudolf Horn Franz-Josef Weber Josef Koll Alfred Eder                   | 1:38:32,02 | +4:28,75 |
| 7.      | Finlandia         | Keijo Kuntola Erkki Antila Kari Saarela Raimo Seppänen                 | 1:38:50,84 | +4:47,57 |
| 8.      | Stany Zjednoczone | Martin Hagen Lyle Nelson Donald Nielsen Jr Peter Hoag Jr               | 1:39:24,29 | +5:21,02 |

## Klasyfikacja medalowa
| Miejsce | Państwo | złoto | srebro | brąz | Razem |
| ------- | ------- | ----- | ------ | ---- | ----- |
| 1.      | ZSRR    | 2     | 1      | 1    | 4     |
| 2.      | NRD     | 1     | 2      | 1    | 4     |
| 3.      | RFN     | 0     | 0      | 1    | 1     |